# Lonchura melaena
La donacola della Nuova Bretagna (Lonchura melaena Sclater, 1880) è un uccello passeriforme appartenente alla famiglia degli Estrildidi.

## Tassonomia
Se ne riconoscono due sottospecie:
- Lonchura melaena melaena, la sottospecie nominale, diffusa in Nuova Britannia;
- Lonchura melaena bukensis Restall, 1995, endemica dell'isola di Buka;

Il nome scientifico della specie deriva dal greco μέλαινα (melaina, "nera"), in riferimento alla colorazione scura di questi uccelli.

## Distribuzione edhabitat
Come intuibile dal nome comune, la donacola della Nuova Bretagna è endemica dell'omonima isola, nell'arcipelago di Bismarck, oltre che della vicina isola di Buka, ad est della Nuova Guinea; su queste isole la donacola della Nuova Bretagna abita le aree erbose.

## Descrizione

### Dimensioni
Misura circa 11 cm di lunghezza, coda compresa.

### Aspetto
Si tratta di uccelletti dall'aspetto robusto, con un caratteristico forte becco tozzo e di forma conica.

La colorazione è bruno-nerastra su dorso e ali, mentre su coda, testa e petto essa si scurisce ulteriormente fino a divenire nera, con presenza di variegature dello stesso colore sui fianchi, che sono invece giallo-aranciati, così come il ventre: codione e coda sono invece di colore rosso, mentre il sottocoda è nero. Gli occhi sono di colore bruno scuro, le zampe sono carnicino-nerastre, il becco è grigio plumbeo.

## Biologia
Si tratta di uccelli diurni dalle abitudini gregarie, che passano la maggior parte della giornata al suolo alla ricerca di cibo, riunendosi poi durante la notte fra gli alberi per riposare.

### Alimentazione
La donacola della Nuova Bretagna è un uccello essenzialmente granivoro, che grazie al forte becco riesce a spezzare l'involucro di una gran varietà di piccoli semi: questi uccelli integrano tuttavia la propria dieta anche con bacche, frutta e piccoli insetti volanti.

### Riproduzione
La riproduzione può avvenire durante tutto l'anno, tuttavia specialmente sull'isola di Buka questi uccelli tendono a concentrare l'evento riproduttivo verso la fine della stagione delle piogge; entrambi i sessi collaborano alla costruzione del nido, che consiste in una struttura globosa formata da steli d'erba ed altro materiale fibroso di origine vegetale ubicata fra l'erba alta, di circa 15 cm di diametro. La femmina depone al suo interno 3-6 uova, che cova assieme al maschio per circa due settimane, al termine dei quali schiudono dei pulli implumi e ciechi. Sono sempre ambedue i genitori ad occuparsi dei nidiacei, che sono pronti per l'involo attorno alla terza settimana di vita, ma che tuttavia difficilmente si allontanano definitivamente dal nido prima del mese e mezzo d'età.